# Богушево
Бо́гушево — заповідне урочище, розташоване на території колишньої Вищеольчедаївської сільської ради Могилів-Подільського району Вінницької області (Котюжанське лісництво, кв. 27 діл. 5). Оголошене відповідно до Розпорядження Вінницької облдержадміністрації від 22.12.95 р. № 200.
За фізико-географічним районуванням України ця територія належить до Могілівсько-Придністровського району Придністровсько-Подільської області Дністровсько-Дніпровської лісостепової провінції Лісостепової зони.
Характерною для цієї ділянки є розчленована глибокими долинами лесова височина з сірими опідзоленими ґрунтами. З геоморфологічної точки зору описувана територія являє собою підвищену розчленовану лесову рівнину прильодовикової області.
Клімат території є помірно континентальним. Для нього характерне тривале, нежарке літо, і порівняно недовга, м'яка зима. Середня температура січня становить -5,5°… -5°С, липня +20°…+19,5°С, Річна кількість опадів складає 500—525 мм.
За геоботанічним районуванням України ця територія належить до Європейської широколистяної області, Подільсько-Бесарабської провінції, Вінницького (Центральноподільського) округу. Рослинність урочища являє собою цінні вікові насадження дуба скельного штучного походження на північно-східній межі ареалу. В складі деревосттану зустрічаються дуб  звичайний, клен  гостролистий, явір, граб звичайний, черешня пташина.
В підліску зустрічаються: кизил, свидина криваво-червона, калина гордовина, бруслина європейська і бородавчата, глід український та інші.
В травостані чітко виражене ядро субсередземноморських неморальних видів, таких як шоломниця  висока, омфалодес завитий, купина лікарська, медунка  м'яка, перлівка  ряба і одноквіткова та інші. Значну участь беруть неморальні тінелюбиві види, такі як осока  волосиста, зірочник лісовий, копитняк європейський, материнка пахуча, медунка темна тощо.